# (6664) Tennyo
(6664) Tennyo (1993 CK) – planetoida z pasa głównego asteroid okrążająca Słońce w ciągu 3,67 lat w średniej odległości 2,38 j.a. Odkryta 14 lutego 1993 roku.